# La Comtessa
La Comtessa és una masia de Sant Hilari Sacalm (Selva) inclosa a l'Inventari del Patrimoni Arquitectònic de Catalunya.

## Descripció
Masia aïllada, situada als afores del nucli urbà de Sant Hilari, direcció Vallclara.
L'edifici, de planta baixa i pis, està cobert per una teulada a doble vessant desaiguada als laterals.
A la façana principal, a la planta baixa hi ha la porta d'entrada, en arc de llinda (llinda de fusta) i brancals de carreus de pedra. A dreta i esquerra, dues petites obertures quadrangulars amb llinda monolítica, brancals i ampit de pedra. Al pis, hi ha tres obertures situades al mateix eix d'obertura que les de la planta baixa, amb llinda monolítica, brancals i ampit de pedra.
Adossat al costat esquerre de la façana principal, hi ha un altre cos, de planta baixa i pis, amb el teulat a una vessant, que amplia les dependències de la masia utilitzada com a casa de colònies. Al costat esquerre hi ha un petit cos adossat, i el que podrien ser restes d'un pou i/o d'un forn. Els murs són de maçoneria.
Davant per davant de la casa, hi ha una gran construcció, possiblament una pallissa o dependències agrícoles-remaderes. El sostres han desaparegut. Destaquen unes obertures en arc de mig punt, a manera de porxo. Els murs són de maçoneria.